# Cristiana Dell’Anna

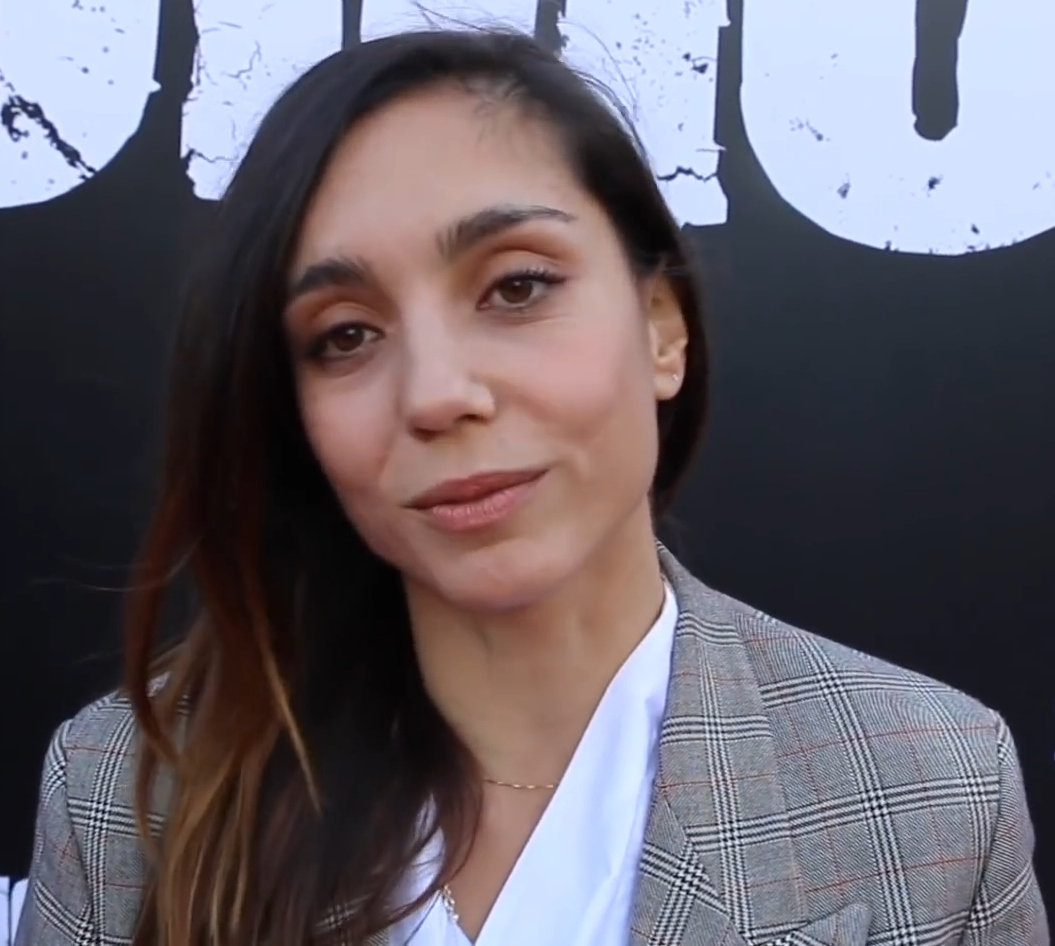
Cristiana Dell’Anna, 2017

Cristiana Dell’Anna (* 24. August 1985 in Neapel) ist eine italienische Theater-, Fernseh- und Filmschauspielerin.

## Leben
Dell’Anna wurde als Tochter eines Arztes und einer Lehrerin geboren. Sie studierte Schauspiel am Drama Studio London und an der Guildhall School of Music and Drama. Seit 2012 tritt sie als Schauspielerin in Film und Fernsehen in Erscheinung, ihr Schaffen umfasst rund 20 Produktionen. Eine tragende Rolle übernahm sie ab 2016 in der Serie Gomorrah.

## Filmografie
- 2012–2016: Un posto al sole (TV-Serie)
- 2016–2019: Gomorrah (TV-Serie)
- 2017: Mr. Happiness
- 2021: The Hand of God
- 2021: The King of Laughter
- 2022: Flowing [it]
- 2022: Toscana
- 2023: Mixed by Erry
- 2024: Die Gesandte des Papstes (Cabrini)

## Diskografie
- 2017: Pe t’avè (Ntò feat. Cristiana Dell’Anna, IT: Gold)[3]